# Mesochorus restrictus
Mesochorus restrictus är en stekelart som beskrevs av Dasch 1971. Mesochorus restrictus ingår i släktet Mesochorus och familjen brokparasitsteklar. Inga underarter finns listade i Catalogue of Life.